# Javier Guerra Moreno
Javier Guerra Moreno (Gilet, Valencia, España, 13 de mayo de 2003), conocido simplemente como Javi Guerra, es un futbolista español que juega en la demarcación de centrocampista para el Valencia Club de Fútbol de la Primera División de España.

## Trayectoria
Empezó a jugar en las categorías inferiores del Villarreal C. F. y posteriormente en las del Valencia C. F. Finalmente, en 2021, debutó con el segundo equipo el 23 de mayo contra el C. E. L'Hospitalet, encuentro que finalizó con empate a uno. El 16 de enero de 2022 debutó con el primer equipo en Copa del Rey contra el C. D. Atlético Baleares. Recibió el premio a mejor jugador del Grupo III de la Segunda Federación 2022/23 por sus actuaciones con el Valencia Mestalla.
Su primer gol con el primer equipo se produjo el 27 de abril de 2023 en un partido de liga contra el Real Valladolid C. F., entrando al campo en el minuto 89 y dando la victoria al equipo valencianista tras marcar en el minuto 92, en una victoria clave para el equipo.
En la temporada 2023-24 se asienta como un jugador importante en el equipo valencianista dirigido por Rubén Baraja, en una temporada en la que juega 36 partidos en liga y anota 4 goles, el conjunto valencianista quedó 9.º en Liga.

## Selección nacional
Ha sido internacional con la selección española sub-19. Es un jugador habitual en la selección sub-21, con la que ha anotado dos goles.

## Estadísticas

### Clubes
Actualizado al último partido disputado el 23 de mayo de 2025.
| Club                             | Div.          | Temporada     | Liga  | Liga  | Copas nacionales | Copas nacionales | Copas internacionales | Copas internacionales | Total | Total |
| Club                             | Div.          | Temporada     | Part. | Goles | Part.            | Goles            | Part.                 | Goles                 | Part. | Goles |
| -------------------------------- | ------------- | ------------- | ----- | ----- | ---------------- | ---------------- | --------------------- | --------------------- | ----- | ----- |
| Valencia C. F. Mestalla · España | 2.ª B         | 2020-21       | 1     | 0     | ―                | ―                | ―                     | ―                     | 1     | 0     |
| Valencia C. F. Mestalla · España | 3.ª F         | 2021-22       | 23    | 0     | ―                | ―                | ―                     | ―                     | 23    | 0     |
| Valencia C. F. · España          | 1.ª           | 2021-22       | 0     | 0     | 1                | 0                | ―                     | ―                     | 1     | 0     |
| Valencia C. F. Mestalla · España | 2.ª F         | 2022-23       | 25    | 1     | ―                | ―                | ―                     | ―                     | 25    | 1     |
| Valencia C. F. Mestalla · España | Total club    | Total club    | 49    | 1     | 0                | 0                | 0                     | 0                     | 49    | 1     |
| Valencia C. F. · España          | 1.ª           | 2022-23       | 10    | 1     | 0                | 0                | ―                     | ―                     | 10    | 1     |
| Valencia C. F. · España          | 1.ª           | 2023-24       | 36    | 4     | 4                | 0                | ―                     | ―                     | 40    | 4     |
| Valencia C. F. · España          | 1.ª           | 2024-25       | 36    | 3     | 2                | 0                | ―                     | ―                     | 38    | 3     |
| Valencia C. F. · España          | Total club    | Total club    | 82    | 8     | 7                | 0                | 0                     | 0                     | 89    | 8     |
| Total carrera                    | Total carrera | Total carrera | 131   | 9     | 7                | 0                | 0                     | 0                     | 138   | 9     |
| 1.                               |               |               |       |       |                  |                  |                       |                       |       |       |

## Palmarés

### Distinciones individuales
| Distinción                                                           | Año     |
| -------------------------------------------------------------------- | ------- |
| Jugador sub-23 del mes de la Primera División de España (septiembre) | 2023-24 |
| Jugador del partido vs Rumania - Eurocopa Sub-21                     | 2025    |